# Aujourd'hui, maman est morte
« Aujourd’hui, maman est morte » est l'incipit du roman L'Étranger d'Albert Camus publié en 1942.

## Analyse
Les premières phrases du roman sont les suivantes :

« Aujourd'hui, maman est morte. Ou peut-être hier, je ne sais pas. J'ai reçu un télégramme de l'asile : “Mère décédée. Enterrement demain. Sentiments distingués.” Cela ne veut rien dire. C'était peut-être hier. »

La narration est ancrée sur le moment d'énonciation plutôt que sur l'événement lui-même, plongeant le lecteur dans l'actualité de la conscience du narrateur, dont le lecteur apprendra par la suite qu'il se nomme Meursault. Les phrases courtes donnent également l'impression que Meursault choisit de se confier au lecteur, oralement. La phrase manque d'informations, et résiste à l'analyse, ne fournissant d'indicateurs ni de temps, « aujourd'hui » étant un marqueur relatif, ni d'un autre type. D'emblée, ce narrateur paraît détaché au lecteur, en montrant un certain agacement qui correspond mal à la gravité du moment. Cette impression sera encore, par la suite, celle qu'il fera devant la cour d'assises où il comparaîtra, annonçant déjà l'épilogue tragique.

## Postérité
Considérée comme l'une des plus célèbres phrases de la littérature française,, elle est l'objet d'études linguistiques ou analytiques,, et est utilisée de manière intertextuelle par plusieurs auteurs. Ainsi, en 1997, dans « Je ne suis pas sortie de ma nuit », Annie Ernaux y fait allusion en évoquant en ces termes la mort de sa mère : « La première fois que j'ai écrit “maman est morte”. L'horreur. Je ne pourrai jamais écrire ces mots dans une fiction. » De même, en 2002, dans le court roman Aimer à peine de Michel Quint, le narrateur français est désarçonné par une Allemande qui prononce cette phrase par référence à Camus, mais que lui ne reconnaît pas et prend au premier degré comme une confidence. Enfin, en 2011, Charles Berling publie un roman intitulé Aujourd'hui, maman est morte, et, en 2015, commence le tournage d'une adaptation au cinéma, avec une distribution composée de François Damiens, Ludivine Sagnier, Emmanuelle Riva et lui-même,.

## Traduction
En 2012, The New Yorker publie un long article sur les difficultés de la traduction anglaise d'une phrase en apparence très simple,, : quel mot utiliser pour « maman », dans quel ordre placer les mots, ou encore quel temps choisir.